# Maackia
Maackia, deutschsprachig auch Gelbholz genannt, ist eine Pflanzengattung in der Unterfamilie Schmetterlingsblütler (Faboideae) innerhalb der Familie Hülsenfrüchtler (Fabaceae). Sie ist in Ostasien verbreitet. Das Asiatische Gelbholz (Maackia amurensis) wird in den Gemäßigten Gebieten als Zierpflanze verwendet.

## Beschreibung

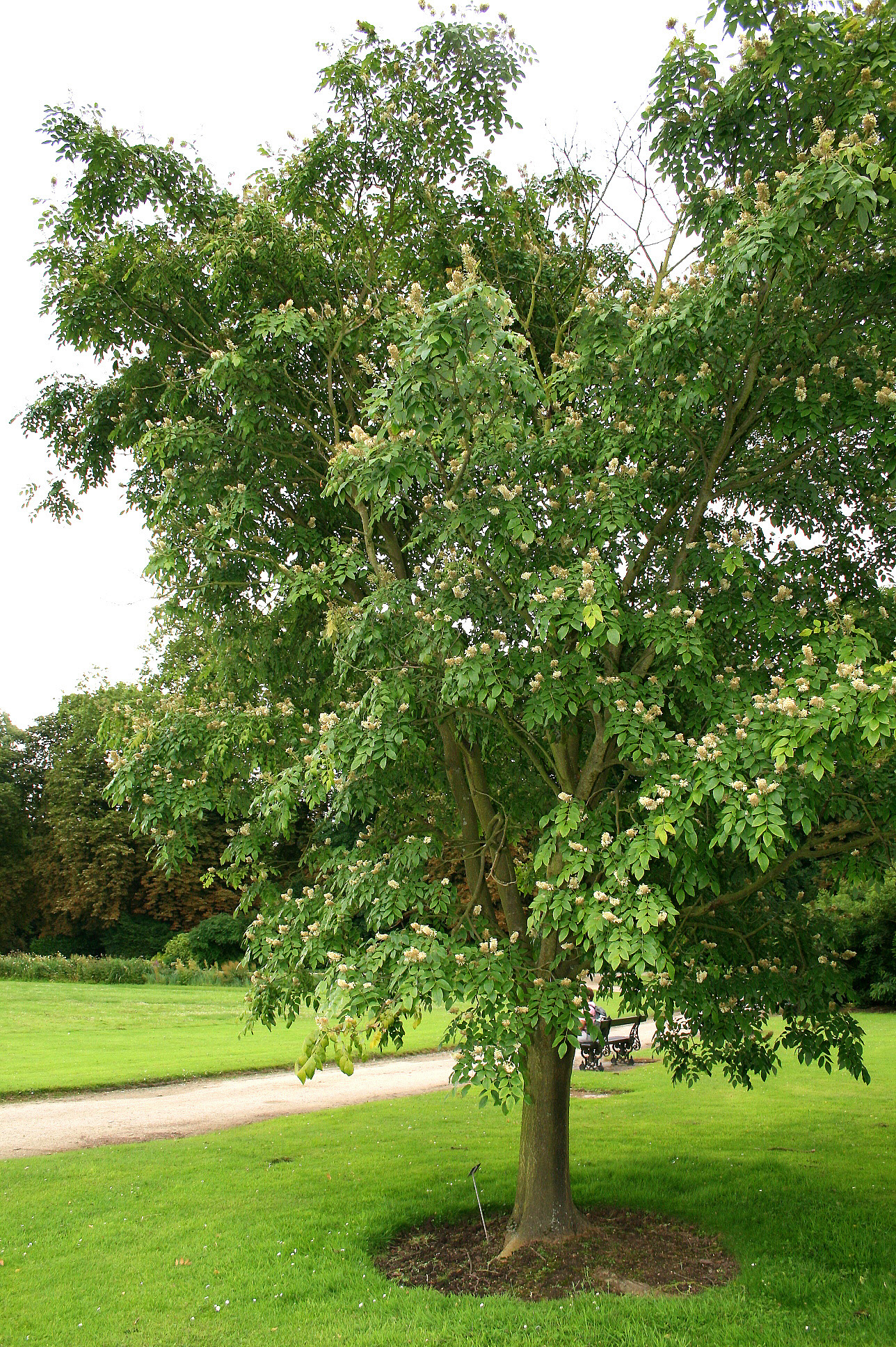
Asiatisches Gelbholz (Maackia amurensis)

### Vegetative Merkmale
Maackia-Arten sind sommergrüne Bäume und Sträucher. Die graubraune Rinde der Zweige besitzt längliche, braune Lentizellen (Korkporen). Die achselständigen Knospen sind bei einer Größe von 5 bis 7 Millimetern breit-eiförmig und zugespitzt und werden von zwei sich überlappenden, dunkel violettbraunen und weiß behaarten Knospenschuppen bedeckt. Endknospen fehlen, die „Subterminalknospen“ wirken jedoch endständig. 
Die gegen- oder wechselständig angeordneten Laubblätter sind in Blattstiel und Blattspreite gegliedert. Die Blattspreite ist unpaarig gefiedert. Die gegenständig oder fast gegenständig angeordneten Fiederblättchen besitzen nur kurze Stiele. Nebenblätter fehlen. 

### Generative Merkmale
Die Blüten stehen in aufrechten, dichten, traubigen Blütenständen, die meist endständig, einzeln oder in rispigen Gesamtblütenständen zusammengefasst sind. Es sind Hochblätter vorhanden.
Die Blüten sind glockig und fünfzählig mit doppelter Blütenhülle. Der Kelch ist fünfzähnig. Die schmetterlingsblütenförmige Krone ist weiß bis grünlich-weiß. Die zehn Staubblätter sind an ihrer Basis etwas verwachsen. Das beinahe sitzende und stark behaarte einzige Fruchtblatt enthält nur wenige Samenanlagen. Der Griffel ist etwas gekrümmt, die Narben sind klein und endständig.
Die geraden bis gebogenen Hülsenfrüchte sind bei einer Länge von 3,5 bis 5 Zentimetern länglich-linealisch sowie stark abgeflacht und enthalten ein bis fünf Samen. Die hellbraunen Samen sind lang flach, elliptisch und 6 Millimeter lang.

## Systematik, botanische Geschichte und Verbreitung
Die ersten bekannten Aufsammlungen erfolgten 1855 durch Richard Maack und Carl Maximowicz in der Amur-Region in Sibirien.
Die Gattung Maackia wurde 1856 durch Franz Josef Ruprecht in Bulletin de la Classe Physico-Mathématique de l’Académie Impériale des Sciences de Saint-Pétersbourg, 15, S. 128 aufgestellt. Der botanische Gattungsname Maackia ehrt den estnisch-russischen Naturforscher Richard Karlowitsch Maack (1825–1886). Typusart ist Maackia amurensis Ruprecht & Maxim. Ein Synonym für Maackia Rupr. ist Buergeria Miq. Maximowicz brachte 1864 die ersten Exemplare von Maackia amurensis in Kultur.
Das Verbreitungsgebiet der Gattung Maackia erstreckt sich über Ostasien. Von den etwa zwölf Arten kommen sieben in China vor, sechs davon nur dort.
Die Gattung Maackia wurde zuerst in die Tribus Sophoreae gestellt, diese wurde in Gruppen geteilt. Die Gattung Maackia gehört je nach Autor zur Tribus Sophoreae oder Thermopsidae in der Unterfamilie der Faboideae innerhalb der Familie Hülsenfrüchtler (Fabaceae).
Der Gattung Maackia enthält neun bis zwölf Arten:
- Asiatisches Gelbholz (Maackia amurensis Ruprecht & Maxim.): Die seit 2006 zwei Unterarten[1] sind in Ostasien in Russland, Korea, in der Inneren Mongolei und in den chinesischen Provinzen Hebei, Heilongjiang, Jilin, Liaoning sowie Shandong verbreitet.[3]
- Maackia australis (Dunn) Takeda[7] (Syn.: Maackia ellipticocarpa Merr.):[1] Sie kommt in der chinesischen Provinz Guangdong[3] und vielleicht auch in Hongkong[1] vor.
- Maackia chekiangensis S.S.Chien:[1] Sie gedeiht in Wäldern in Höhenlagen unterhalb von 500 Metern in den chinesischen Provinzen Anhui, Guangdong, Jiangxi und Zhejiang.[3]
- Maackia fauriei (H.Lév.) Takeda: Dieser Endemit kommt nur auf der südlichen koreanischen Insel Jejudo (Jeju, Cheju-do) vor.[1]
- Maackia floribunda (Miq.) Takeda[7] (Syn.: Maackia buergeri (Miq.) Tatewaki): Sie kommt nur auf den japanischen Inseln Honshu, Kyushu sowie Shikoku vor.[1] Die Herbarbelege wurden oft mit zwei anderen Arten verwechselt.[1]
- Maackia hupehensis Takeda (Syn.: Maackia chinensis Takeda, Maackia floribunda var. chinensis (Takeda) Hatusima):[1] Sie gedeiht auf Hängen von Hügeln und in Tälern an Fließgewässern in Höhenlagen von 500 bis 2300 Metern in den chinesischen Provinzen Anhui, Henan, Hubei, Hunan, Jiangsu, Jiangxi, Shaanxi, Sichuan sowie Zhejiang.[3]
- Maackia hwashanensis W.T.Wang ex C.W.Chang:[1] Sie gedeiht in Höhenlagen von 100 bis 2100 Metern in den chinesischen Provinzen Henan und Shaanxi vor.[3]
- Maackia japonica Levings & Vincent: Sie wurde 2006 erstbeschrieben. Sie kommt auf den japanischen Inseln Hokkaido und in größeren Höhenlagen von Honshu vor.[1]
- Maackia nakaii Levings & Vincent: Sie wurde 2006 erstbeschrieben. Dieser Endemit kommt nur in der Präfektur Yamagatae auf der Insel Honshu vor.[1]
- Maackia taiwanensis Hoshi & Ohashi (Syn.: Maackia tashiroi var. taiwaniana Kanehira): Dieser Endemit kommt nur im Yangmingshen National Forest auf der Hauptinsel Taiwan vor.[1][3]
- Maackia tashiroi (Yatabe) Makino:[7] Sie kommt auf den japanischen Inseln Kyushu sowie Shikoku und den Ryūkyū-Inseln vor.[1]
- Maackia tenuifolia ( Hemsl.) Hand.-Mazz. (Syn.: Maackia honanensis L.H.Bailey):[1] Sie gedeiht auf Hängen von Hügeln und in Wäldern in den chinesischen Provinzen Henan, Hubei, Jiangsu, Jiangxi, Shaanxi sowie Zhejiang.[3]

## Verwendung
Das Asiatische Gelbholz (Maackia amurensis) wird in den Gemäßigten Gebieten als Zierpflanze verwendet.

## Nachweise